# 金河镇 (根河市)
金河镇，是中华人民共和国内蒙古自治区呼伦贝尔市根河市下辖的一个乡镇级行政单位。

## 行政区划
金河镇下辖以下地区：
胜利社区、平安社区、东光社区和振兴社区。